# Молдалиев, Орозбек Абдысаламович
Орозбе́к Абдысала́мович Молдали́ев (род. 9 августа 1947, Тунук, Фрунзенская область) — киргизский политолог и государственный деятель, специалист по национальной и региональной безопасности, вопросам религиозного экстремизма и терроризма. Кандидат политических наук, профессор. Государственный советник государственной службы 3-го класса.

## Биография
Родился 9 августа 1947 года в селе Тунук (ныне - Чуйской области).
В 1971 году окончил лечебный факультет Киргизского государственного медицинского института по специальности «лечебное дело». В 1971—1972 годы — клинический ординатор Научно-исследовательского института онкологии и радиологии.
В 1972—1994 годы проходил военную службу в Пограничных войсках КГБ СССР, пограничных отрядах в Ошской и Нарынской областях, а также Караколе.
В 1995—1998 годы — заместитель директора Международного института стратегических исследований при Президенте Кыргызской Республики.
В 1998—2000 годы — директор бюро международной торговли и безопасности.
С 2001 года — 1-й секретарь Посольства Кыргызской Республики в Узбекистане.
В 2001—2002 годы — советник Управления стратегических исследований и правовых проблем Министерства иностранных дел Кыргызской Республики.
С 2002 года — исполняющий обязанности профессора Дипломатической Академии Министерства иностранных дел Кыргызской Республики. Директор Центра по изучению внешней политики Дипломатической Академии Министерства иностранных дел Кыргызской Республики.
В 2003 году Кыргызско-Российском Славянском университете под научным руководством доктора исторических наук, профессора А. А. Акунова защитил диссертацию на соискание учёной степени кандидата политических наук по теме «Приоритетные проблемы нетрадиционных угроз безопасности Центральной Азии в условиях глобализации» (специальность — 23.00.04 «Политические проблемы международных отношений и глобального развития»).
С февраля 2010 года — заведующий кафедрой гуманитарных и общественных наук Восточного университета.
Профессор Международного университета в Центральной Азии.
В январе 2011 — 22 мая 2012 года — заведующий отделом стратегического анализа и мониторинга развития Аппарата Президента Кыргызской Республики.
С сентября 2012 года — полномочный представитель Президента в Парламенте Кыргызской Республики.
С 17 января 2014 года — директор Государственной комиссии по делам религий Кыргызской Республики.
Проходил подготовку на курсах Школы специальных операций ВВС США и Колледжа стратегических исследований и оборонной экономики Европейского центра проблем безопасности имени Джорджа Маршалла.
Был членом рабочих групп «Региональная стабильность в Центральной Азии» и «Борьба с терроризмом» Консорциума военных академий и институтов, занимающих исследованием безопасность в рамках программы НАТО «Партнерство ради мира».

## Награды
- Орден «Знак Почёта» (1984)[2]
- Медали «За безупречную службу» II и III степеней[2]
- Заслуженный ветеран (1999)[2]

## Научные труды

### Монографии
- Молдалиев О. А. Современные вызовы безопасности Кыргызстана и Центральной Азии. — Бишкек: Фонд имени Фридриха Эберта, 2001. — 142 с.
- Молдалиев О. А. Исламизм и международный терроризм: угроза ислама или угроза исламу?. — Бишкек: Фонд имени Фридриха Эберта, 2004. — 200 с.

### Статьи
- Молдалиев О. А. Ислам, конфликты и безопасность в Центральной Азии // Центральная Азия и культура мира. — Бишкек, 1999.
- Молдалиев О. А. Исламский экстремизм в Центральной Азии // Центральная Азия и Кавказ. — 2000. — № 5 (11).
- Молдалиев О. А. Странная война в Долине Яда. Баткен, 1999 // Центральная Азия и Кавказ. — 2000. — № 1 (7).
- Молдалиев О. А. Нетрадиционные угрозы безопасности стран Центральной Азии // Центральная Азия и Кавказ. — 2001. — № 1 (13).
- Молдалиев О. А. Современный терроризм: аспекты финансирования // Центральная Азия и Кавказ. — 2004. — № 2 (32).
- Молдалиев О. А. Проблемы региональной, национальной безопасности и международных отношений в Центральной Азии // Alatoo Academic Studies. — Бишкек: Международный ун-т Ататюрк-Алатоо, 2015. — № 4. — С. 47—57. — ISSN 1694-5263.